# 阿萨达巴德 (阿富汗)
阿萨达巴德（波斯語：اسعد‌آباد）位于阿富汗东部库纳尔河畔，邻近巴基斯坦边境，是库纳尔省的首府。